# Нибија (Новара)
Нибија је насеље у Италији у округу Новара, региону Пијемонт.
Према процени из 2011. у насељу је живело 572 становника. Насеље се налази на надморској висини од 166 м.